# Carnaval de Tournai

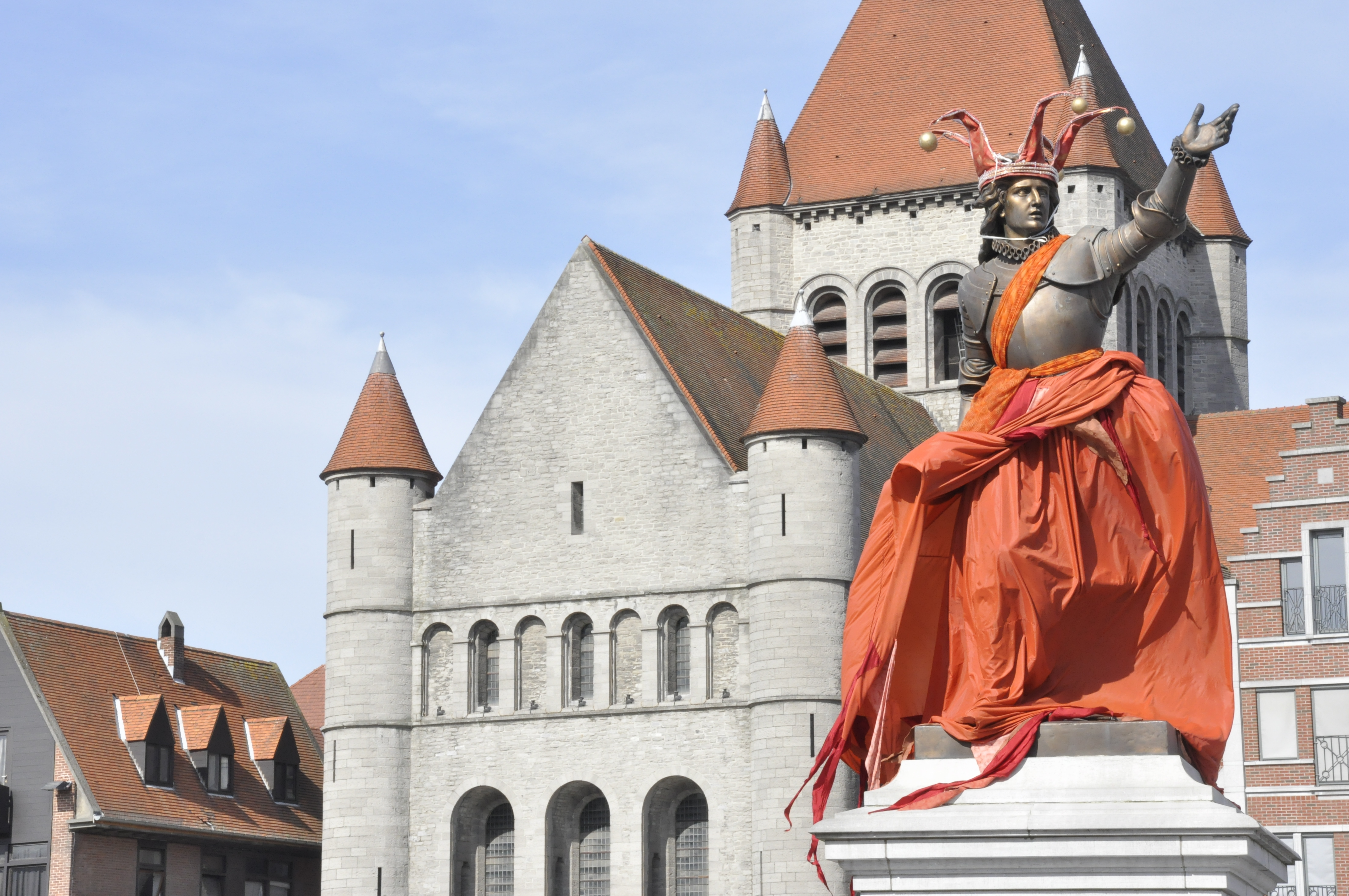
Sur la Grand Place de Tournai, statue de Christine de Lalaing, Princesse d'Espinoy habillée à l'occasion du Carnaval 2011.

Le carnaval de Tournai est une festivité déguisée propre à la ville de Tournai et fondée en 1981. Celui-ci est divisé en 3 jours, le premier jour étant la « nuit des intrigues » (le vendredi), le second est le carnaval en lui-même (le samedi) et le dernier communément appelé « Le tour des cafés » (le dimanche).

## Historique
Une nouvelle organisation du carnaval de Tournai existe depuis 1981. Au départ, il n'était pas aussi peuplé qu'aujourd'hui. L'idée a été lancée en 1980 à l'initiative de quelques jeunes qui voulaient faire renaître une ancienne tradition disparue après la guerre. Il a été relancé l'année suivante et a commencé à prendre forme. Le carnaval de Tournai est devenu une ASBL contenant de 14 commissions de travail.
L'ASBL du carnaval de Tournai a été créée en 1984 et son président était Michel Renard.
Depuis 1981, le succès du carnaval est croissant. En 1982, par exemple, on est passé d'environ 300 personnes à 1000 personnes dans les rues. Ce nombre ne cesse d'augmenter chaque année.

## Le déroulement du carnaval
La journée du vendredi consiste en l'organisation d'un spectacle au sein même de la ville en rapport avec le thème choisi, spectacle où l'auditeur est souvent le principal concerné.
Le second jour, le jour du carnaval au sens propre, se traduit par la sortie des confréries en cortège dans la ville afin d'amuser les participants (déguisés ou non) à la festivité. Au milieu de l'après-midi, un lancer de ballons est organisé  par certaines confréries. L'arrivée à la grand place marque la fin du cortège avec la crémation du roi carnaval, un bûcher est dressé sur la place. Le carnaval se termine par une marche aux flambeaux symbolique vers le fleuve Escaut traversant la ville, et par le jet de ces flambeaux dans celui-ci après un discours d'adieu au roi.
Le roi carnaval était élu par le passé par les confréries mais aujourd'hui il est choisi par les « Rois Décholés », comité des anciens rois et reines élus par le passé .
La dernière journée de festivités appelée « Le tour des cafés », est une journée fondée au départ pour les confréries du carnaval qui consiste à s'arrêter dans chaque café tournaisien inscrit sur un parcours défini à l'avance et d'y consommer une boisson.

## La nuit des intrigues
Chaque année, la veille du carnaval, le vendredi soir, a lieu la nuit des intrigues. La première nuit des intrigues a été organisée en 1985. 
Il s’agit d'un parcours-spectacle traditionnel. Le parcours ainsi que les intrigues sont gardées secrètes jusqu'au dernier moment.

## Les confréries
Les  premières confréries ont vu le jour en 1984 et 1985. La toute première était Les Laetarés (créé par Jean-Luc Dekeyser et sa bande de gais lurons) suivi des Diables, Les Bouffons, les Diablotines, les Tarés d’Allain et les Dragons. Depuis, de nombreuses confréries se sont formées. On en dénombre désormais 195 (mars 2013). Elles ont chacune un nom particulier choisi par les membres ou le fondateur de cette confrérie.
Elles ont pour rôle d’animer la ville le jour du carnaval lors d’activités diverses. Elles se réunissent aussi plusieurs fois pendant l’année pour faire la fête ou discuter à propos du carnaval.
Les confréries du carnaval se doivent de payer une cotisation afin d’exister officiellement dans l’organisation du carnaval. Leur impact sur la festivité se traduit par le guidage des participants par un cortège à travers la ville, ainsi que par le jet de confettis sur les personnes alentour. Une majorité des confréries possède un moyen de locomotion que l’on appelle « char » ou sont installés les membres de la confrérie. Ces membres se distinguent des personnes non adhérentes à une confrérie par leurs costumes identiques en rapport avec l’idée principale de la confrérie.

## Thèmes au fil du temps
Il n’y avait pas de thème particulier pour le carnaval avant 1987. Cette année-là, le thème choisi fut le jaune. Depuis lors, chaque année, le carnaval en arbore un nouveau
Le thème est choisi parmi une liste proposée par les différentes confréries du carnaval de tournai. La sélection est d’abord effectuée par les jurys qui choisissent ceux qui semblent les plus intéressants. Une liste de thèmes est alors mise en ligne sur le site officiel du carnaval et c’est aux visiteurs de voter pour celui qu'ils préfèrent. Le thème qui récolte le plus de votes est choisi comme thème du carnaval. En 2012, par exemple, le thème choisi est « Ballons et friandises, éveillons notre gourmandise ! ». Et en 2013, le thème est « Silence ! On tourne ... ». Le thème 2014 est "Artifices et Illusions".